# 浅野幸長
浅野 幸長（あさの よしなが）は、安土桃山時代から江戸時代初期にかけての武将、大名。紀伊和歌山藩初代藩主。浅野家15代当主。諱は長慶、長継ともいい、幸長は後年の名乗りである。

## 生涯

### 秀吉の一門衆
天正4年（1576年）、近江国滋賀郡坂本で浅野長政（長吉）の長男として生まれる。童名を長満（ちょうみつ）。初名を長慶（ながよし）といった。
父・長政は安井重継と長勝の姉との間に生まれた子で、跡継ぎが夭折した長勝の養子となった。母・やや（長生院）の出生には2説あり、豊臣秀吉の正室・ねね（高台院 / 北政所）の実妹で叔母・七曲殿（長勝の後妻）の養女になったとも、長勝と樋口美濃守の娘（長勝の最初の妻）との間にできた実子ともいう。ねねも長勝の養女であったことから、長政とは義兄妹の関係であり、いずれにしても、幸長は甥にあたる。
天正17年（1589年）4月、従五位下・左京大夫に叙任される。
天正18年（1590年）、小田原の役で父に付き従って出陣。これが初陣であり、当時15歳であった。5月、岩槻城を攻めに参加して、20日、本多忠政と共に大手口を破り、力戦した。戦功を秀吉に激賞され、滝川忠征を遣わしてのしつきの刀、脇差しを与えられた。
文禄元年（1592年）、文禄の役では、肥前名護屋城に陣した。しかし渡海する前に、6月に肥後国葦北郡佐敷で梅北国兼による梅北一揆が起きたので、秀吉は激怒してこの鎮圧を（肥後国人一揆の際に）案内役だった長政に命じ、鎮圧部隊の大将に幸長を指名した。また、秀吉は徳川家康に要請して副将に陪臣である本多忠勝を付けさせた。ところが、現地に到着する前に一揆は鎮圧されていたので、幸長は途中で来た道を戻って、朝鮮に渡海することになった。長政は奉行として一揆の沙汰を行った。
幸長は朝鮮国都表出勢衆の一つとして兵3,000を率いた。伊達政宗は在陣衆とされてまだ出征を命じられていなかったが、長政と懇意にしていたので、幸長の後見人として同行したいと自発的な出征を秀吉に申し出て許可された。幸長・政宗は共に釜山浦で諸将と合流し、西生浦に築かれた倭城に在番した。その後は加藤清正隊と合流して各地を転戦した。
文禄2年（1593年）2月28日、秀吉は敵船の襲撃を撃退したという藤堂高虎を称賛し、慶尚道釜山港に長政・幸長父子を派遣すると告げて、船の通路の安全確保にあたらせた。同年11月20日、秀吉は、五奉行の1人であった長政を呼んで、（加藤光泰が同年8月に朝鮮で陣没したため）長政・幸長父子に（若狭国から移封して）甲斐国府中22万5,000石を与えると伝えた。配分も、幸長に16万石、長政に5万5,000石と、1万石は公料（蔵入地）と定められた。この頃、幸長は出征中だが、甲斐府中城主とされた。
文禄4年（1595年）に日明間で和議が成立したため帰国した。1月3日、秀吉は甲斐府中に戻った幸長を普請奉行の1人に命じて、信濃・甲斐・上野の人足を徴用させて、上野草津温泉に座所を建てさせた。なお、同月28日付の広厳院文書に甲斐国大泉寺等に禁制を下した書状が残っており、これには長継（ながつぐ）と署名している。幸長は生涯では長継の名を一番長く用いている。5月29日、秀吉は長政・幸長父子を派遣して陸奥国の蒲生秀行の居城・会津若松城と7つの支城を残し、領内の諸城をすべて破却させた。
関白・豊臣秀次に関して騒動があり、幸長は相婿の関係にあった秀次を弁護したことで秀吉の逆鱗に触れたが、前田利家の諫止もあって蟄居に留められた。6月19日、利家が幸長の身柄を引き取ることになって、前田家臣の三輪吉宗（藤兵衛）に能登国津向に配所の準備が命じられた。7月に秀次が高野山で切腹すると、連座する形で幸長も能登へと配流された。慶長元年（1596年）閏7月22日、利家・家康の取り成しがあったのか、およそ1年後に秀吉によって赦免され、勘気が解けた。

### 慶長の役と武断派
慶長2年（1597年）、再出兵で慶長の役が始まると、渡海して西生浦に着陣した。

日本軍は全羅道・忠清道に進撃して明・朝鮮軍を破り、朝鮮南部に帰還し、さらに多くの倭城の築城を開始したが、これが諸将の怠慢であると秀吉の怒りを買って出撃を催促されたので、幸長・毛利秀元・黒田長政らは再び北上した。幸長は彦陽に進んで前哨となり、加藤清正は10里離れた場所に蔚山城を築き始めた。12月21日夜、突如、明軍が浅野勢の歩哨を急襲した。幸長は翌日に反撃を試みるが、明軍は数万の軍勢であったので苦戦に陥り、幸長自身も負傷、馬印を奪われた。家臣亀田高綱が敵将を斬って混乱した隙に、蔚山城に撤退した。この時、清正は不在で、加藤清兵衛（直政）らが防戦したが、明・朝鮮軍は外郭を突破したため、諸将は手分けして曲輪を防衛しなければならなかった。幸長は太田一吉・（毛利家臣）宍戸元続らと二の丸・本丸を守った。23日、明将李如梅・楊登山が大手口に陣取って、明・朝鮮軍は四方から城を包囲した。急を聞きつけた清正が機張から500騎を率いて戻ってきたので、城兵の士気は上がったが、築城途中で城内に食糧備蓄がほとんどなく、すぐに兵糧が尽きたため、雑兵が夜に城を出て死人の腰兵糧を漁るほどであった。慶長3年（1598年）1月3日、日本軍の救援部隊が到着し、明将楊鎬は慶州への撤退を決定するが、4日、城内からも打って出て明・朝鮮軍は撃破された。
戦後、傷病兵を先に帰国させた後、幸長は西生浦に戻り、3月16日に帰国の途につく。8月の秀吉の死去に伴い、太刀・大三原（国の重要文化財）を遺物として賜った。
同年冬頃から奉行衆筆頭で文治派の石田三成と激しく対立し、幸長・細川忠興・加藤清正・福島正則・加藤嘉明・黒田長政・蜂須賀至鎮ら七人衆（七将）で徒党をなし、武断派と称され、五大老筆頭・徳川家康に与した。
慶長4年（1599年）、三成と家康の争いの中では、幸長は家康の伏見屋敷を警備していた。閏3月3日に前田利家が亡くなると、翌4日に武断派の七将が三成の大坂屋敷を襲撃するという噂が流れて、三成は宇喜多秀家の屋敷に隠れ、前田玄以が城番を務める伏見城へ逃れた。七将も伏見へ押しかけて（伏見屋敷の）家康に三成追討の許可を得ようとしたが、家康は同調せず、調停すると称して、10日、三成を結城秀康を伴わせ、三成を佐和山城へ送って蟄居とした。13日、替わって家康が伏見城の西の丸に入城したので、人々は家康が「天下殿になられ候」と噂したという。

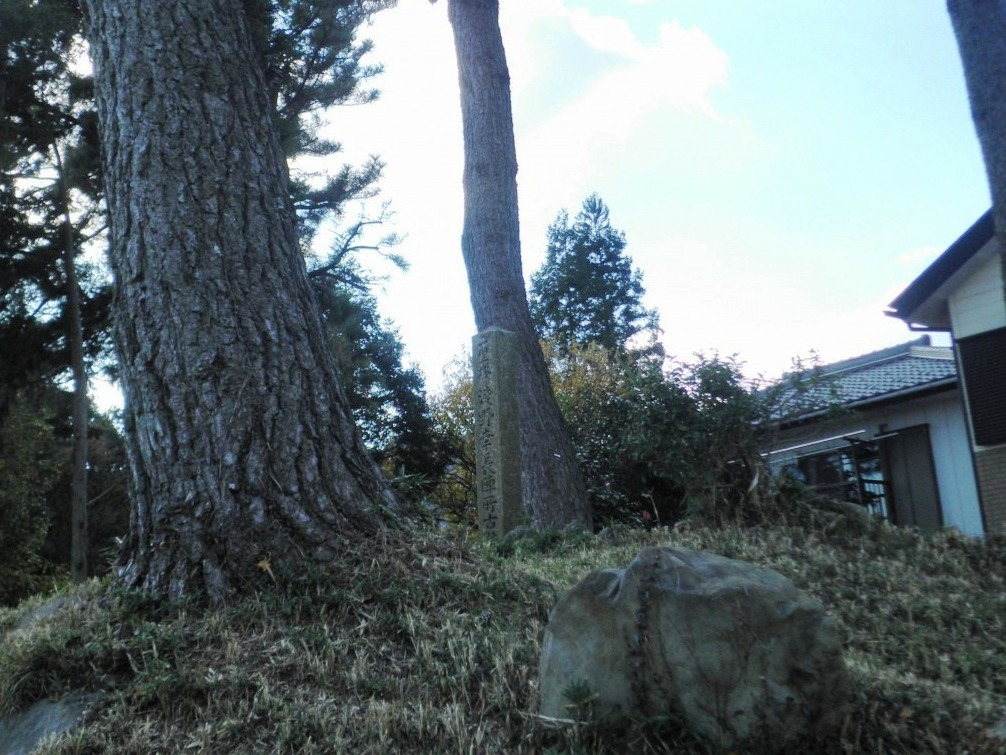
垂井一里塚にある関ヶ原の戦いの浅野幸長陣跡（岐阜県不破郡垂井町）

慶長5年（1600年）、家康が会津征伐へ出立するとこれに長政・幸長父子で従軍。下野国小山で三成が謀反を起こしたとの情報が入って数日滞陣している時、軍議の席で幸長は進み出て、上方の妻子が人質に取られているといって疑念を持たないでもらいたいと言って、家康と同盟を新たにして、先鋒の一つに任命された。東海道を進んで、8月22日、木曽川渡河に際して幸長・池田輝政は西軍の押さえとなり、西軍が攻撃してくると新加納川を渡って木造長政らを撃破した。23日、石田三成家臣・柏原彦左衛門の籠もる瑞龍寺山砦を攻撃し、彦左衛門の首を獲り、敵兵500余を討ち取った。

9月14日、家康が赤坂岡山に着陣すると、南宮山の毛利秀元・安国寺恵瓊・長束正家ら西軍勢に備えとして、池田とともに垂井一里塚付近に陣を構えた。このため終日対峙したままで終わり、本戦には加わらなかった。
戦後、福島・池田らと京都に行って禁裏を守護した。諸国の制札でも福島・池田・浅野3人の連署の判形を出して洛中洛外の暴虐の者を禁じた。21日、井伊直政とともに大坂城へ向かい、西の丸に籠もっていた毛利輝元との和議を仲介した。24日、輝元が退出すると、代わって幸長が西の丸に入り、家康をここで迎え入れた。10月、軍功を賞されて、紀伊国で37万6,560石を与えられ、和歌山城主となった。
慶長6年（1601年）、従四位下・紀伊守に叙任された。慶長8年（1603年）、豊臣姓が確認される。同年7月28日、豊臣秀頼と千姫の婚儀のために大坂城へ登城した。

### 徳川家との縁組
慶長13年（1608年）、幸長の娘・春姫（高原院）が家康の九男・尾張大納言徳川義直と婚約した。
慶長14年（1609年）5月18日、幸長の老臣・松原内記が臥所で（男色関係にあった）小姓・左内に殺されるという不祥事があり、幸長はこれを家康に申開きするということがあった。
慶長15年（1612年）2月、義直の居城となる名古屋城普請（所謂、天下普請）に、幸長・加藤清正・福島正則・池田輝政ら、20大名が携わった。同じ年、義直と春姫の縁組が公表されたが、義直の病気などのために婚儀は順延となった。同年4月19日、弟の長晟に対して、豊臣秀頼から知行2,000石を加増するという書状があったので、幸長は幕府に伺いを立てている。
慶長16年（1611年）3月28日、後陽成天皇の後水尾天皇への譲位に際して、秀頼が二条城に登城して千姫の祖父・家康と会見することになり、秀頼の親族の福島正則・加藤清正・幸長が警護役に指名されるが、正則が罹患を理由に辞退したため、清正と幸長の2人で家康と秀頼の対面の場に同席してその警備を行った。4月7日、父・長政が亡くなった。長政の隠居料5万石は、下の弟の長重に与えられた。清正は肥後国へ帰国し、6月24日に亡くなった。
慶長18年（1613年）8月25日、幸長は和歌山で病死した。享年38。幸長には男子がなかったため、次弟の長晟が家督を継いだ。晩年は病気平癒を願ってキリスト教を信奉していたという。春姫にも洗礼名があった。なお、春姫と松平忠昌の正室となった花姫は子女がおらず、幸長直系の子孫はいない。
慶長20年（1615年）2月15日、尾張藩より成瀬正成・竹腰正信が使いとして浅野家に来て、幸長の死で破談になったと噂されていた春姫と義直の祝言を4月に行うと告げた。しかし3月1日に祝言は6月に延期するという知らせが駿府の家康のもとから来た。ところが、やはり4月に行うということになって、4月12日に婚儀が執り行われた。白銀2000両などが家康への持参金として支払われ、驚くほど豪華な婚儀であった。また14日には豊臣秀頼も祝儀として刀・呉服などを下賜した。これは大坂夏の陣が始まる直前であり、戦端が開かれる前に婚儀を行うか、開かれた後に行うか揉めたわけである。1か月も経たぬ5月8日に大坂城は落城して豊臣家は滅亡したが、徳川家の親類となった浅野家は幕末まで存続した。

## 人物
- 砲術家稲富一夢に師事し、「天下一」と称されるほどの鉄砲の名手だった[35]。
- 『当代記』では、幸長は数年前に疱瘡を患って養生していたが、その甲斐なく亡くなったとし、死因を「偏ニ好色故之、虚ノ病ト云々」として、死の5年前の酉年（1609年）に「葛城」という名の遊女を買取り、「當春又無右衛門尉」という傾城の美女[注釈 8]を召し置いて慰んでいたが、これがもとで早世したとしている[36]。これは腎虚を引き起こして、唐瘡（梅毒の末期症状）へ至った花柳病（性病）による死であろうという意味である。
- 前田利家の五女・与免と婚約したが、彼女は嫁ぐ前の文禄2年（1593年）に早世した。
- 武勇に優れた歴戦の勇将であり、その武勇には諸大名も一目置いたといわれる。また、学問にも熱心で、藤原惺窩・堀正意らに師事した。
- 加藤清正、福島正則、黒田長政らとともに石田三成とは不仲で、武断派の中心人物である。
- 加藤清正と同じく徳川家康の天下を認めつつも、終生にわたって豊臣家に忠誠を誓い続けた。そのため、警戒した徳川家によって暗殺されたとする説がある。
- 徳川家康のために、赤坂見附御門とともに江戸城外堀として堰堤によって溜池を築造した。実際には家臣・矢島長雲にあたらせた。矢島は甲州人である。
- 茶の湯を古田織部に学んだ茶人でもあり、幸長が織部に尋ねた茶書『茶道長問織答抄』が残る。
- 蔚山城の戦いでは幸長自ら鉄砲を持って戦ったという。この時、あまりにも発砲し続けたため幸長の顔半分が煤で真っ黒に染まり、また使っていた火縄銃も銃身が焼き付いて狐色に変色した。この「狐筒」は浅野家の家宝になったと伝えられている。

## 系譜
- 父：浅野長政（1547-1611）
- 母：長生院（彌々、?-1616）、杉原定利[2]または浅野長勝[1]の娘
- 正室：池田恒興の娘
  - 女子：高原院（1603-1637） - 春姫、徳川義直正室
- 生母不明の子女
  - 女子：黄梅院（?-1623） - 花姫、松平忠昌正室（松平忠昌正室）[3]

## 関連作品
テレビドラマ
- 『葵 徳川三代』（2000年、NHK大河ドラマ、演：渡辺裕之)